# Ізабелла Цивінська
Марія Ізабелла Цивінська-Міхаловська (25 березня 1935, Львів - 23 грудня 2023) — польська театральна та кінорежисерка, кінокритикиня; у 1970—1973 рр. директорка Театру ім. Войцеха Богуславського в Каліші, у 1973—1989 рр. директорка Нового театру в Познані, у 1989—1991 рр. міністерка культури і мистецтва, у 2008—2011 рр. художня керівниця театру Атенеум у Варшаві.

## Біографія
Її предки по батьківській лінії використовували герб Пухала. Закінчила етнографію у Варшавському університеті та навчалася на режисерському факультеті Державної вищої театральної школи у Варшаві. Була режисеркою в театрах Білостока, Варшави, Нової Гути.
У 1970—1973 роках очолювала Театр ім. Войцеха Богуславського в Каліші. У 1973 році відновила діяльність Нового театру (пол. Teatr Nowy) у Познані, яким керувала до 1989 року. У 1981 році поставила п'єсу «Обвинувачений: червень п'ятдесят шостого». Як наслідок, вона була інтернована на кілька місяців під час воєнного стану (співавтором сценарію був Влодзімеж Бранецький). У березні 2008 року, після смерті Густава Голоубека, приступила до виконання обов'язків художньої керівниці театру Атенеум (пол.Ateneum) у Варшаві. Перебувала на цій посаді до липня 2011 року.
Як режисерка ставила вистави в Театрі телебачення (напр. Ібсен ворог народу та «Гляські цвинтарі») і кінофільми (серіали «Божа підкладка» 1997 р. та 2004 р., фільми «Коханці Марони», «Пурімське диво»).
З 12 вересня 1989 по 12 січня 1991 року обіймала посаду міністра культури і мистецтва в уряді Тадеуша Мазовецького. У 2005 році підписала декларацію про підтримку Демократичної партії, була співавторкою програми цієї групи в галузі культури. Входила до комітету підтримки Броніслава Коморовського перед президентськими виборами в 2010 і в 2015 роках. Вона стала членом Комітету підтримки Музею історії польських євреїв Полін у Варшаві.
Одружена з актором Янушем Міхаловським. Писала мемуари «Раптова заміна». Із щоденника міністра. Опублікувала щоденник Кам'яна дівчина.

## Нагороди та відзнаки
- Офіцерський хрест ордена Відродження Польщі (2011)[5]
- Лицарський хрест Ордена Відродження Польщі (1989)[17]
- Золота медаль «За заслуги перед культурою Gloria Artis» (2005)[18]
- Офіцерський хрест ордена «За заслуги перед Литвою» (2006)[19]
- Звання почесного громадянина Познані (2013)[20]